# Calvatomina rufescens
Calvatomina rufescens är en urinsektsart som först beskrevs av Reuter 1892.  Calvatomina rufescens ingår i släktet Calvatomina, och familjen Dicyrtomidae. Arten är reproducerande i Sverige.